# Krita
Krita là một phần mềm chỉnh sửa đồ họa miễn phí và mã nguồn mở được viết bằng Qt và được thiết kế chủ yếu cho mục đích vẽ tranh kỹ thuật số và hoạt hình. Nó có tính năng bạt OpenGL, hỗ trợ quản lý màu, công cụ cọ tiên tiến, lớp và mặt nạ không phá hủy, quản lý lớp dựa trên nhóm, hỗ trợ ảnh nghệ thuật vector và cấu hình tùy chỉnh có thể chuyển đổi. Nó chạy trên các hệ điều hành Windows và Unix (bao gồm cả Linux và macOS).

## Tên
Tên hiện tại của dự án "Krita" có nhiều nghĩa khác nhau ở nhiều nền văn hóa. Trong tiếng Thụy Điển, krita có nghĩa là "bút chì" và rita có nghĩa là "vẽ". Trong sử thi Ấn Độ cổ đại Mahabharata, tên "krita" có thể được dịch thành "hoàn hảo".

## Lịch sử

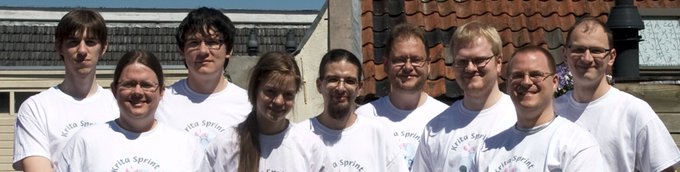
Đội Krita năm 2014

Sự phát triển ban đầu của dự án có thể được xem bắt đầu từ năm 1998 khi Matthias Ettrich, người sáng lập KDE trình diễn một bản hack Qt GUI cho GIMP trên Linux Kongress. Ý tưởng xây dựng trình chỉnh sửa ảnh dựa trên Qt sau đó đã được chuyển cho KImage, được duy trì bởi Michael Koch, như một phần của bộ KOffice. Năm 1999, Matthias Elter đã đề xuất ý tưởng xây dựng phần mềm bằng Corba xung quanh ImageMagick. Để tránh các thương hiệu hiện có trên thị trường, dự án đã trải qua nhiều lần đổi tên: KImageShop, Krayon, cho đến khi cuối cùng nó được giải quyết với "Krita" vào năm 2002. Phiên bản công khai đầu tiên của Krita đã được phát hành cùng với KOffice 1.4 vào năm 2004. Trong những năm từ 2004 đến 2009, Krita đã được phát triển như một phần mềm xử lý ảnh chung chung như Photoshop và GIMP.
Sự thay đổi hướng phát triển đã xảy ra với dự án vào năm 2009, với mục tiêu mới là trở thành một phần mềm vẽ kỹ thuật số như Corel Painter và SAI. Cũng từ thời điểm đó, dự án bắt đầu thử nghiệm nhiều cách tài trợ cho sự phát triển của nó, bao gồm Google Summer Code và các công việc được tài trợ cho sinh viên. Kết quả là, sự phát triển đã đạt được tốc độ và mang lại hiệu suất và sự ổn định tốt hơn.
Quỹ Krita được thành lập vào năm 2013 để cung cấp hỗ trợ cho sự phát triển của Krita. Nó đã hợp tác với Intel để tạo ra Krita Sketch như một chiến dịch tiếp thị và Krita Studio với KO GmbH là phiên bản được hỗ trợ thương mại cho các hãng phim và VFX. Các chiến dịch Kickstarter đã được sử dụng để phát triển crowdfund Krita kể từ năm 2014. 

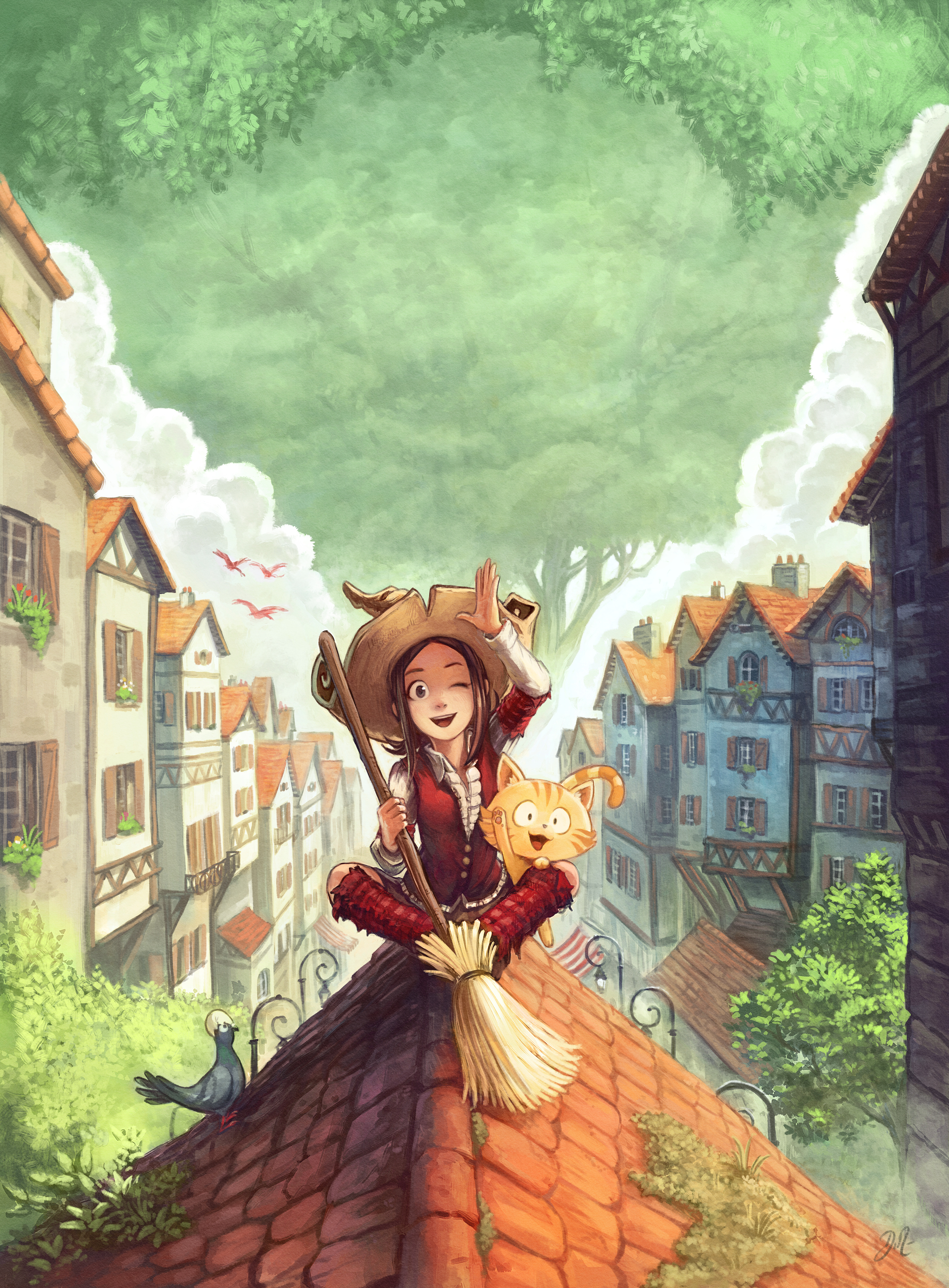
Truyện tranh web miễn phí Pepper & Carrot của David Revoy, được vẽ bằng Krita

| Thời gian        | Phiên bản | Tiền Quỹ | Chiến dịch Kickstarter                                                                              | Phiên bản ổn định |
| ---------------- | --------- | -------- | --------------------------------------------------------------------------------------------------- | ----------------- |
| Tháng 7 năm 2014 | 2.9.x     | € 19,955 | Phát triển nhanh hơn, hỗ trợ PSD tốt hơn, các lớp, mặt nạ, cọ, quản lý tài nguyên, hiển thị, v.v... | Tháng 2 năm 2015  |
| Tháng 5 năm 2015 | 3.0.x     | € 30,520 | Hiệu suất tốt hơn, hỗ trợ hình ảnh động, lớp, quy trình làm việc, biến đổi, bộ lọc, cọ vẽ, vv       | Tháng 5 năm 2016  |
| Tháng 5 năm 2016 | 4.0.x     | € 38,579 | Các công cụ văn bản tốt hơn và khả năng nghệ thuật vector, hỗ trợ kịch bản python, v.v...           | Tháng 3 năm 2018  |

## Thiết kế và tính năng
Phiên bản hiện tại của Krita được phát triển với Qt 5 và KDE Frameworks 5. Nó được thiết kế chủ yếu cho các nghệ sĩ khái niệm, họa sĩ minh họa, nghệ sĩ mờ và kết cấu, và ngành công nghiệp VFX. Nó có các tính năng chính sau 

### Thiết kế trải nghiệm người dùng

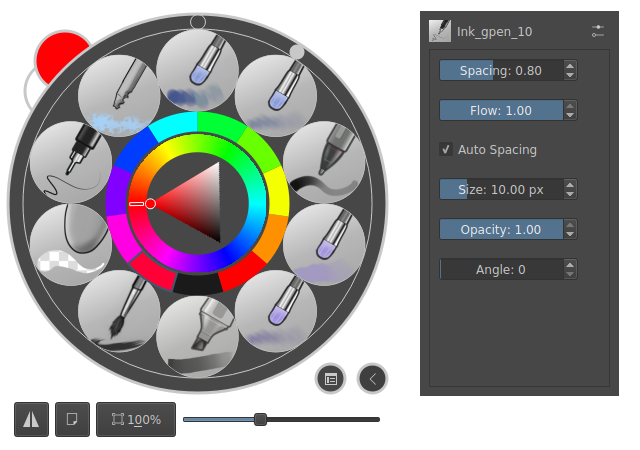
Nhấp chuột phải vào HUD của Krita, Popup Palette (phiên bản 4.0)

Điểm nổi bật nhất của Krita được cho là thiết kế UX của nó với người dùng máy tính bảng đồ họa. Nó sử dụng kết hợp các nút bút, bộ điều chỉnh bàn phím và HUD dựa trên biểu tượng để đảm bảo các chức năng được sử dụng thường xuyên có thể được truy cập bằng ít lần nhấp chuột hơn mà không cần phải tìm kiếm thông qua các menu dựa trên văn bản.
Các lệnh vẽ được sử dụng nhiều nhất có thể được truy cập dễ dàng bằng một vài kết hợp của 2 bộ điều chỉnh bàn phím với 2 nút bút / chuột: 
| Lệnh                   | Thao tác                        |
| ---------------------- | ------------------------------- |
| Thay đổi kích thước cọ | Shift + kéo bút                 |
| Chọn màu               | Ctrl + chạm bút                 |
| Pan                    | Nút bút + di chuyển bút         |
| Thu phóng              | Ctrl + Nút bút + Di chuyển bút  |
| Quay                   | Shift + Nút bút + Di chuyển bút |

Pop-up Palette là HUD nhấp chuột phải của HUD. Nó cho phép truy cập tức thì vào các chức năng sau: 

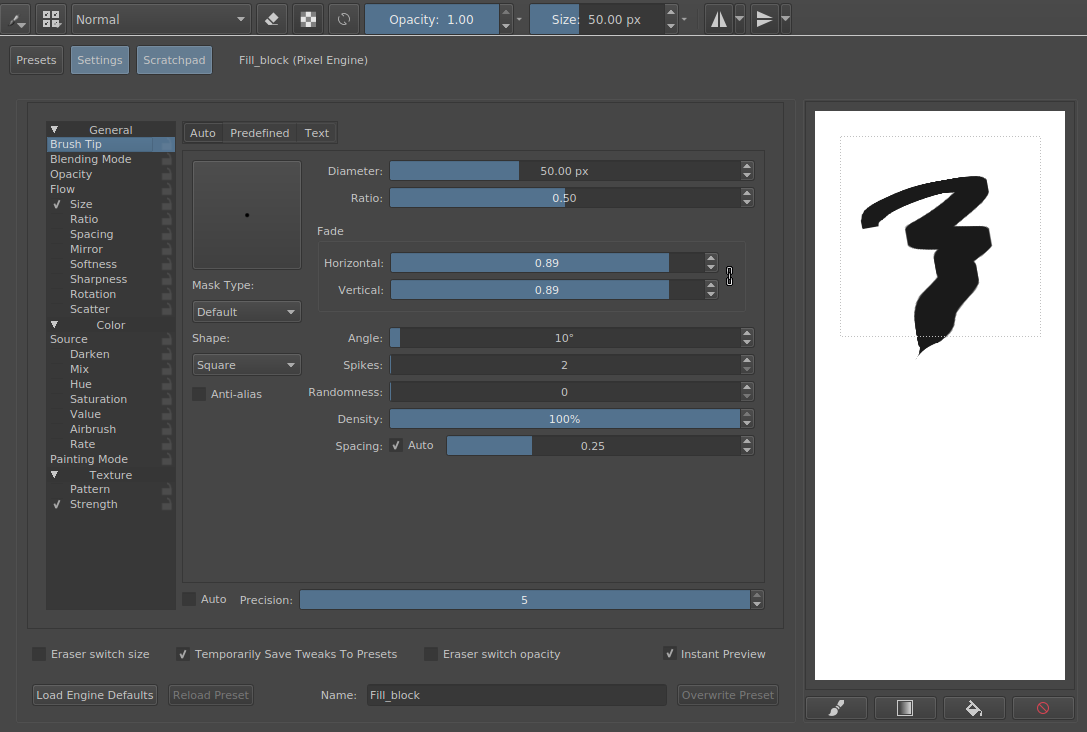
Điều khiển một trong nhiều engine cọ của Krita

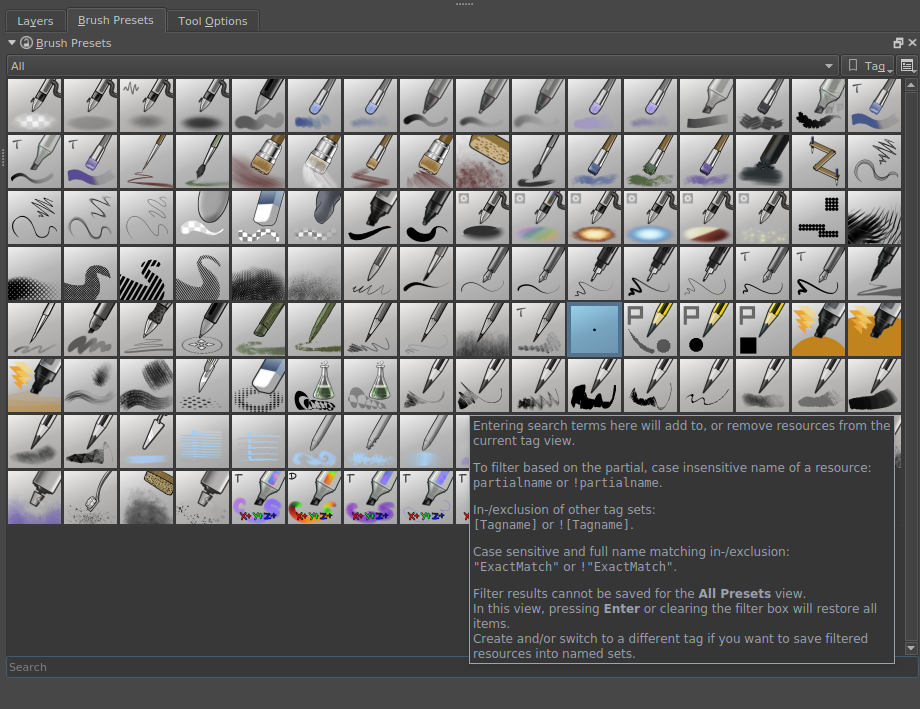
Bộ sưu tập cọ của Krita

| Cọ                                                | Màu                  | Chế độ xem         |
| ------------------------------------------------- | -------------------- | ------------------ |
| 10 loại cọ được cài đặt sẵn                       | Bộ chọn vòng màu     | Thu phóng          |
| Tải các nhóm đặt trước khác                       | Hiển thị màu FG / BG | Quay               |
| Kích thước cọ, độ mờ, lưu lượng, khoảng cách, góc | Màu gần đây          | Gương              |
|                                                   |                      | Canvas-only        |
|                                                   |                      | Đặt lại chế độ xem |

### Dụng cụ vẽ tranh
Các công cụ vẽ kỹ thuật số cốt lõi của Krita bao gồm: 

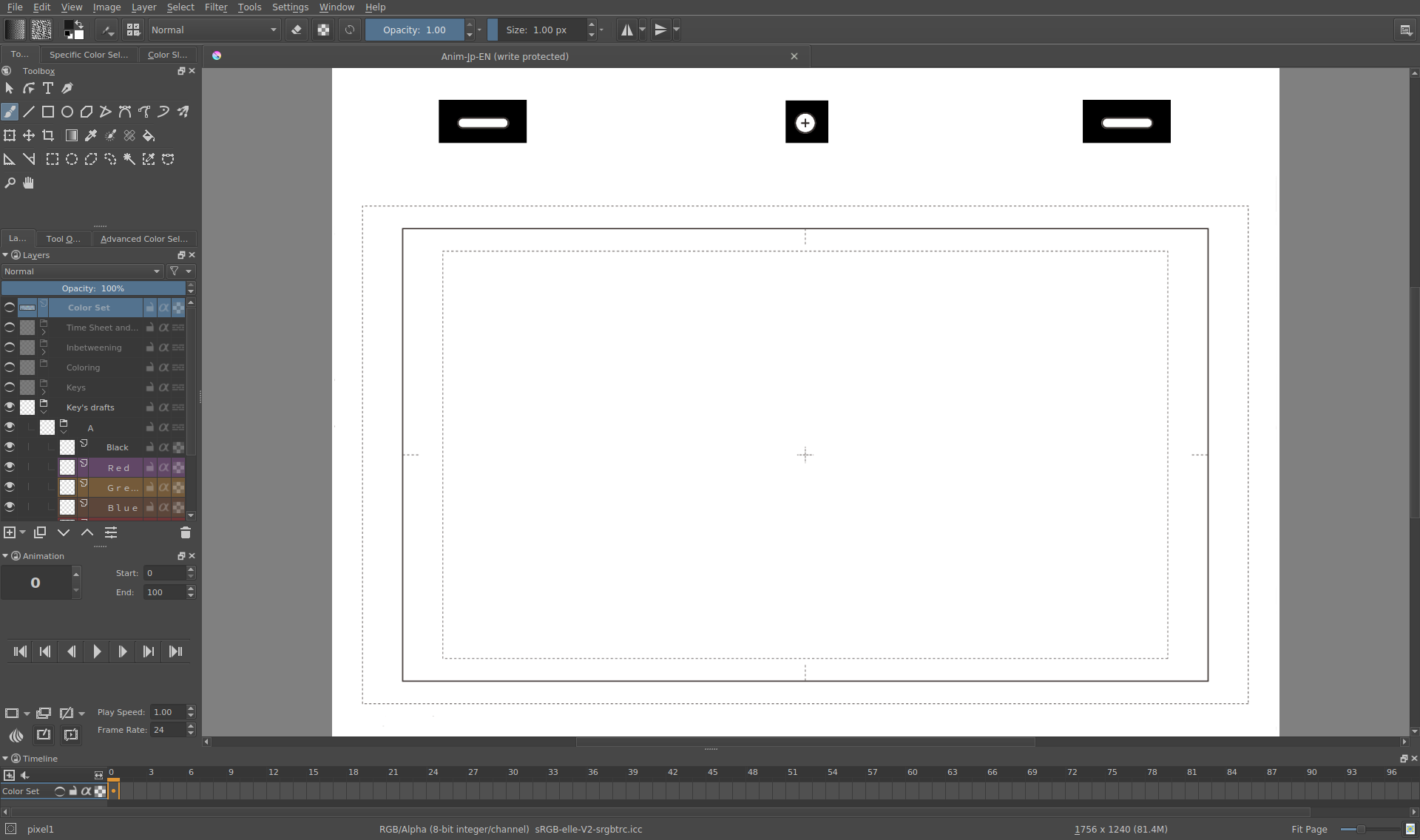
Không gian tạo hoạt họa của Krita

| Cọ                                      | Công cụ hỗ trợ vẽ                  | Công cụ lựa chọn | Công cụ chuyển đổi |
| --------------------------------------- | ---------------------------------- | ---------------- | ------------------ |
| Hỗ trợ đồ họa máy tính bảng             | Điều chỉnh cường độ nhiễu          | Hình chữ nhật    | chọn vị trí tự do  |
| 9 engine cọ khác nhau                   | Thước kẻ thẳng vô hạn và song song | Hình elip        | Quay               |
| Mô phỏng theo các công cụ thực sự       | Splines (đường cong)               | Freehand (Lasso) | Thay đổi tỉ lệ     |
| Điều chỉnh cao                          | Dấu chấm lửng                      | Đa giác          | Cắt                |
| Ghi nhớ cài đặt cho từng cây bút vật lý | Phối cảnh                          | Outline          | Phối cảnh          |
| Chất ổn định bút                        | Điểm biến mất                      | Lấp đầy          | Bọc                |
| Hỗ trợ sơn Multibrush                   | Điểm mắt cá                        | Màu              | Lồng               |
|                                         |                                    | Độ mờ đục        | Hóa lỏng           |

### Công cụ hoạt họa
Các công cụ hoạt họa của Krita được thiết kế cho hoạt họa raster theo từng khung hình. Nó có các tính năng sau: 

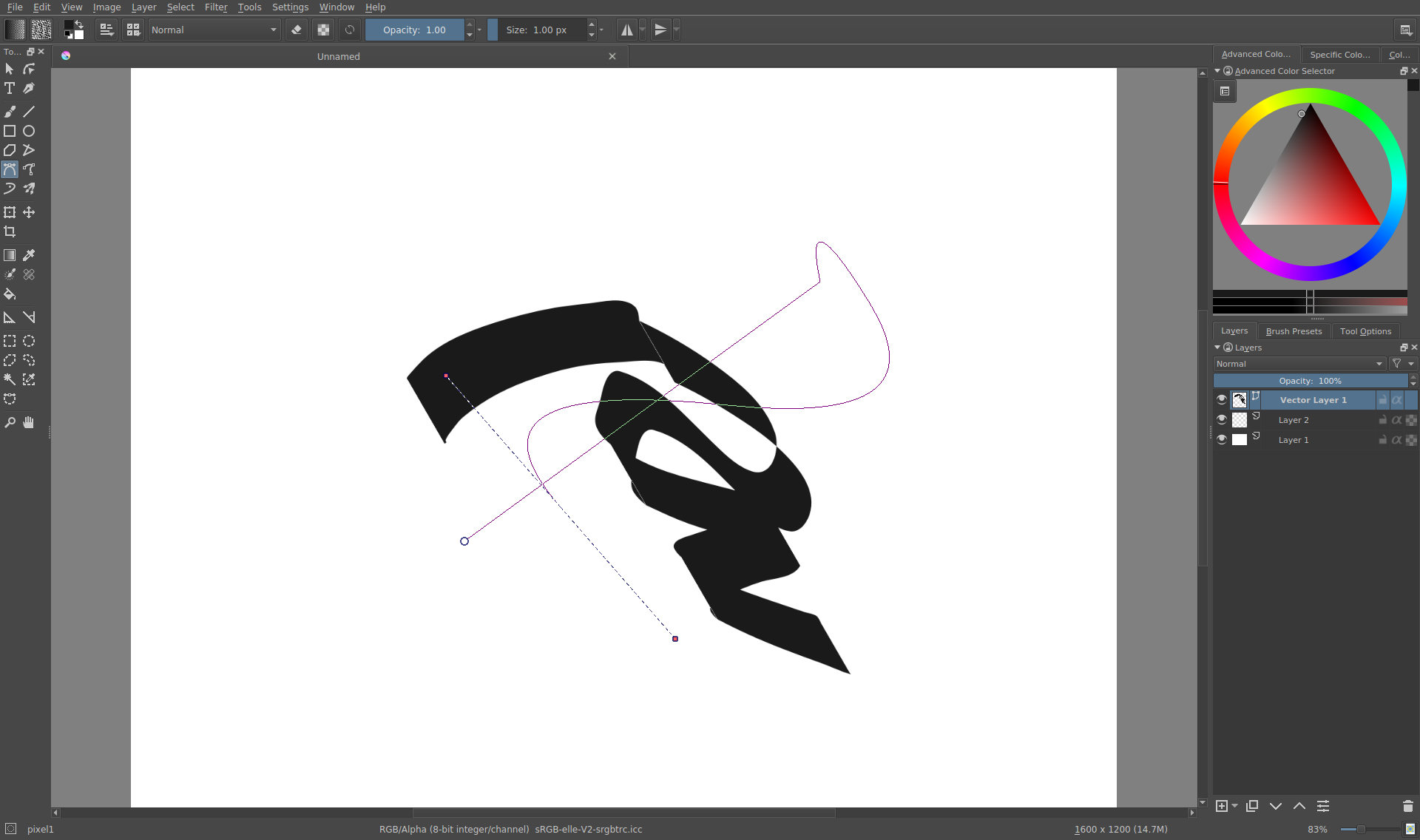
Công cụ vector của Krita

| Giao diện                                    | Đầu vào              | Đầu ra                      |
| -------------------------------------------- | -------------------- | --------------------------- |
| Giao diện tương tự của Adobe Flash           | Nhập hàng loạt khung | Render với ffmpeg           |
| Kiểm soát thời gian                          |                      | Xuất ra các khung riêng lẻ  |
| Điều khiển phát lại hoạt hình thời gian thực |                      | Xuất ra GIF, AVI, MP4, v.v. |
| Hiển thị đa lớp                              |                      |                             |

### Công cụ vector
Krita sử dụng các công cụ vector để chỉnh sửa không phá hủy các đối tượng sau:
- Path
- Selection
- Text (artistic, multiline, calligraphy)

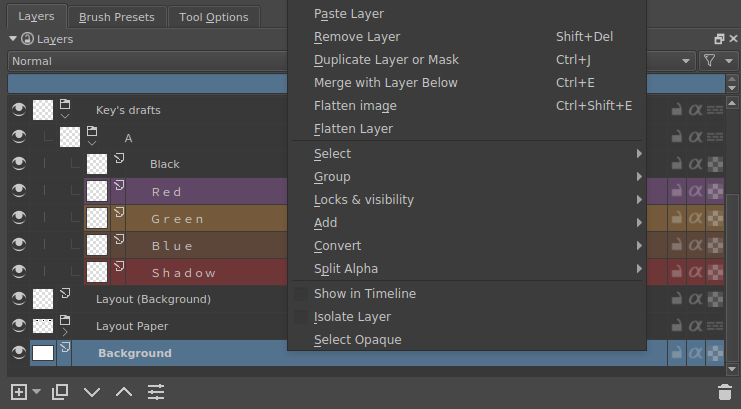
Điều khiển lớp và mặt nạ của Krita

- Vector art
- Fill and gradient

### Lớp và mặt nạ
Các tính năng lớp và mặt nạ của Krita bao gồm: 
| Quản lý lớp        | Mặt nạ áp dụng cho    | Các lớp không phá hủy | Mặt nạ không phá hủy       |
| ------------------ | --------------------- | --------------------- | -------------------------- |
| Nhiều nhóm lớp     | Các lớp raster        | Các lớp nhân bản      | Mặt nạ trong suốt          |
| Chọn nhiều lớp     | Các lớp vectơ         | Các lớp lọc           | Mặt nạ lọc                 |
| Các lớp kéo và thả | Nhóm lớp              | Điền vào các lớp      | Mặt nạ màu                 |
| Làm nổi bật lớp    | Các lớp không phá hủy | Các lớp tệp           | Biến đổi mặt nạ            |
|                    |                       |                       | Mặt nạ lựa chọn địa phương |

### Tùy biến

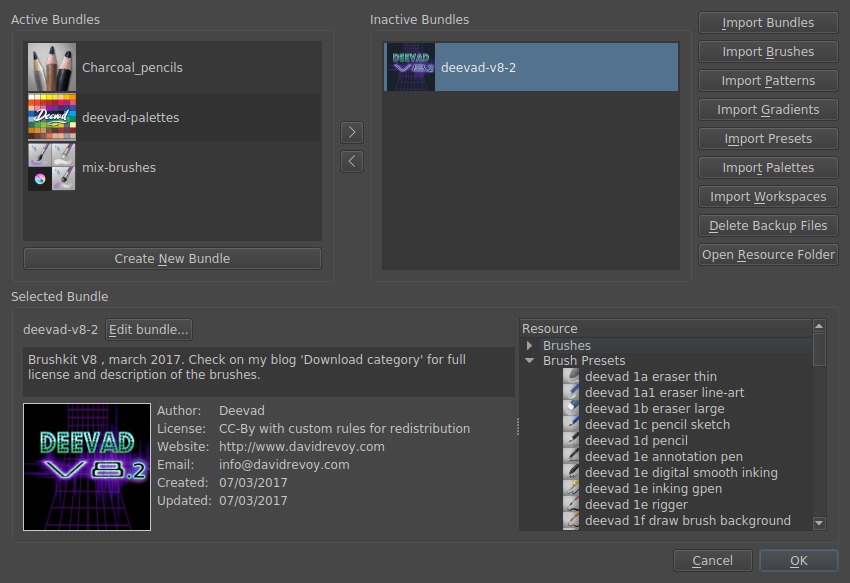
Quản lý tài nguyên của Krita

Trình quản lý tài nguyên của Krita cho phép mỗi bàn chải hoặc cài đặt kết cấu được người dùng gắn thẻ và nhanh chóng tìm kiếm, lọc và tải thành một nhóm. Một tập hợp các cài đặt trước do người dùng tạo có thể được đóng gói dưới dạng " gói " và được tải toàn bộ. Krita cung cấp nhiều bộ cọ và gói họa tiết như vậy trên trang web chính thức của nó.
Các bảng công cụ có thể tùy chỉnh được gọi là Dockers trong Krita. Các hành động bao gồm:
- 2 thanh công cụ tùy biến
- Chuyển đổi hiển thị của mỗi docker
- Gắn bất kỳ docker vào bất kỳ phía nào của cửa sổ chính hoặc tách ra để nổi tự do
- Các nút để thu gọn / mở rộng mỗi bảng docker
- Docker nhóm theo tab

Cấu hình không gian làm việc cho phép các tùy chỉnh UI khác nhau được lưu cho các luồng công việc khác nhau được tải ngay lập tức. 

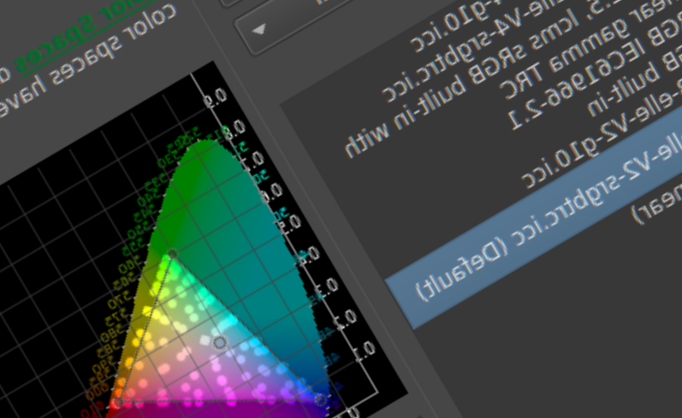
Chất lượng văn bản trên khung vẽ OpenGL của Krita với chức năng phóng to, xoay và nhân bản không nguyên

### Hiển thị
OpenGL accelerated canvas được sử dụng để tăng tốc hiệu suất của Krita. Nó có những lợi ích sau:
- Tốc độ khung hình tốt hơn và thời gian đáp ứng, hành động bút có thể được phản ánh không chậm trễ
- Chất lượng tốt hơn, phóng to nhanh và liên tục, xoay, xoay, bao quanh và phản chiếu
- Yêu cầu GPU có hỗ trợ OpenGL 3.0 để có trải nghiệm tối ưu, trong trường hợp Intel HD Graphics, có nghĩa là Ivy Bridge trở lên.

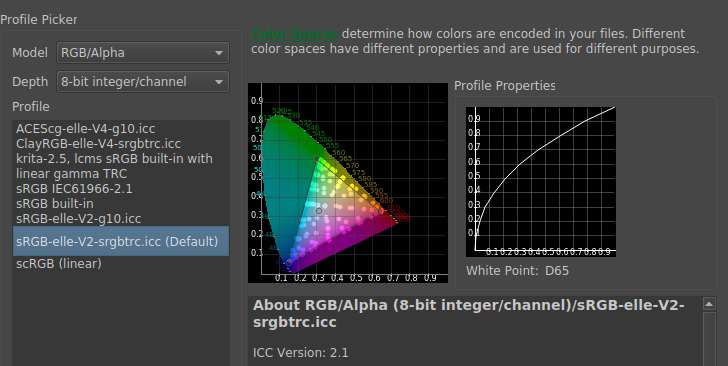
Bộ nạp không gian màu của Krita

Quản lý màu đầy đủ được hỗ trợ trong Krita với các khả năng sau:
- Chỉ định và chuyển đổi giữa các không gian màu
- Chống màu thời gian thực, bao gồm cả chế độ mù màu
- Mô hình màu được hỗ trợ: RGBA, Xám, CMYKA, Law, YCbCr, XYZ
- Độ sâu màu được hỗ trợ: số nguyên 8 bit, số nguyên 16 bit, điểm nổi 16 bit, điểm nổi 32 bit

### Bộ lọc

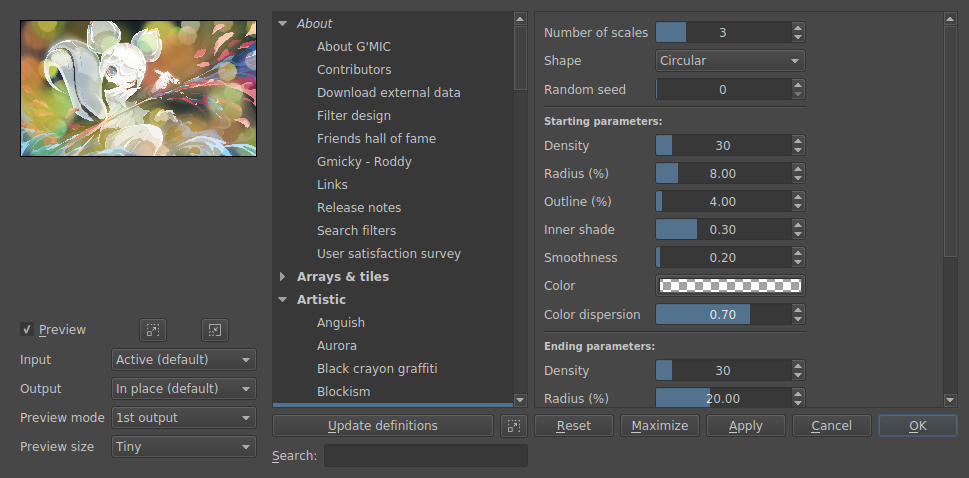
Điều khiển bộ lọc G'MIC của Krita

Krita có một bộ sưu tập các bộ lọc tích hợp và hỗ trợ các bộ lọc G'MIC. Nó có hỗ trợ xem trước bộ lọc thời gian thực.
Các bộ lọc được bao gồm trong một cài đặt mặc định: mức độ, đường cong điều chỉnh màu sắc, đường cong độ sáng / độ tương phản, độ bão hòa, đảo ngược, độ tương phản tự động, điều chỉnh HSV, pixelise, hạt mưa, sơn dầu, mờ gaussian, làm mờ chuyển động, làm mờ, làm mờ ống kính, màu thành alpha, chuyển màu, thu nhỏ kênh, tối đa hóa kênh, phát hiện cạnh trên / trái / dưới / phải, sobel, làm sắc nét, loại bỏ trung bình, mặt nạ unsharp, khử nhiễu gaussian, giảm nhiễu sóng con, chỉ chạm ngang / theo mọi hướng / (laplacian) / dọc chỉ / với độ sâu thay đổi / ngang và dọc, gạch nhỏ, góc tròn, đường hầm.

### Định dạng tệp được hỗ trợ
Định dạng tài liệu gốc của Krita là Krita Document (.kra). Nó cũng có thể lưu vào nhiều định dạng tệp khác bao gồm PSD. 
|               | Định dạng tệp |
| ------------- | --- |
| Lưu vào       | Tài liệu Krita, tài liệu OpenRaster, hình ảnh PSD, PPM, PGM, PBM, PNG, GIF, JPEG-2000, JPEG, BMP Windows, XBM, XPM, TIFF, EXR, PDF, hình ảnh Gimp, WebP, SCML, ICO, TGA, CSV, QML |
| Chỉ nhập      | ODG, Krita Flipbook, Adobe DNG, Camera RAW, PDF, SVG, XML, XCF |
| Chỉ xuất khẩu | [không có] |

## Linh vật

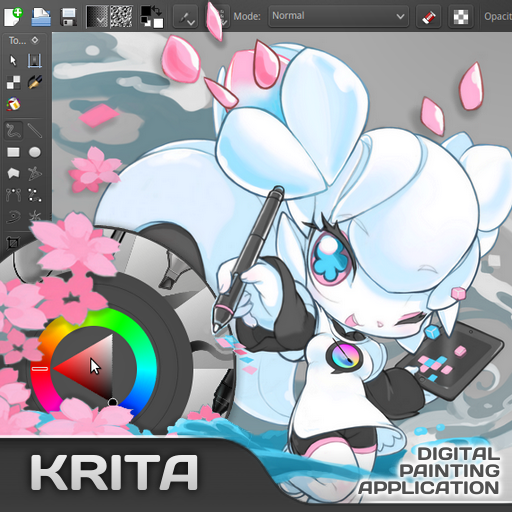
Krita's Steamart năm 2014, có Kiki là linh vật

Linh vật của Krita là cô sóc máy tên Kiki, được tạo ra bởi Tyson Tan. Cộng đồng đã quyết định linh vật là một con sóc vì "krita" trong tiếng Albania là con sóc. Phiên bản đầu tiên của Kiki đã được đăng lên diễn đàn KDE vào năm 2012 và nó đã được sử dụng trong tập sách giới thiệu của Krita phiên bản 2.6. Kiki đã được sử dụng làm hình nền khởi động của Krita kể từ phiên bản 2.8 của Krita. Cho đến nay, mỗi phiên bản mới của Krita đều đi kèm với một phiên bản mới của Kiki. Kiki đã được sử dụng cho các mặt hàng của cửa hàng hàng hóa của Krita  và tác phẩm nghệ thuật dự án Steam của Krita.

## Sự kiện gặp mặt
Krita sprints là những sự kiện mà các nhà phát triển Krita gặp nhau trong vài ngày, trao đổi ý tưởng và thực hiện lập trình trực tiếp, để tăng tốc độ phát triển và cải thiện mối quan hệ giữa các thành viên. 
| Năm  | Ngày                     | Địa điểm          |
| ---- | ------------------------ | ----------------- |
| 2005 | /                        | Deventer, Hà Lan  |
| 2010 | 26 tháng 2 đến 7 tháng 3 | Deventer, Hà Lan  |
| 2011 | 20 đến 22 tháng 5        | Amsterdam, Hà Lan |
| 2014 | 16 đến 18 tháng 5        | Deventer, Hà Lan  |
| 2016 | 23 đến 24 tháng 1        | Deventer, Hà Lan  |
| 2016 | 26 đến 28 tháng 8        | Deventer, Hà Lan  |

## Biến thể
- Krita Gemini, được tối ưu hóa cho máy tính bảng và tương tác cảm ứng.[21]
- Krita Studio, phiên bản được hỗ trợ thương mại cho các hãng phim và VFX.[22]